# Vystar Veterans Memorial Arena
Vystar Veterans Memorial Arena, marknadsfört som VyStar Veterans Memorial Arena, tidigare Jacksonville Veterans Memorial Arena, är en multiarena i Jacksonville, Florida i USA.

## Bakgrund
Arenan byggdes 2003 på samma plats som dess namne, den ålderstigna Jacksonville Veterans Memorial Coliseum stått för att ersätta densamma. 

## Tillställningar

### Musik och underhållning
Fokus lades på akustik när arenan byggdes så att den skulle kunna erbjuda konserter.
Den första artisten som spelade i den nybyggda arenan var Elton John på sin 2003 Band Tour. Andra artister som spelat här är bland andra Rihanna som startade sin Anti World Tour här 2016 och Céline Dion som spelade här januari 2020.
WWE anordnade sin pay-per-view-gala One Night Stand 2007 här. Den 6 augusti 2018 spelades ett avsnitt av WWE Raw in här, och 7 december 2019 spelades ett WWE Smackdown in här.
Buktalaren Jeff Dunham uppträdde på sin SERIOUSLY!?-turne här som sista inbokade turneartist 5 mars 2020 innan coronavirusutbrottet tvingade arenan att stänga tills vidare från och med 8 mars 2020.

### Sport
USA:s OS-lag i basket, anno 2004, höll sin enda uppvisningsmatch innan själva OS här 31 juli, 2004.
MMA-organisationen UFC bokade arenan för sina tre första galor till 9, 13 och 16 maj 2020 att gå inför tomma läktare efter coronavirusutbrottet som suspenderat alla galor från och med UFC Fight Night 170 den 14 mars 2020.